# 한산구
한산구(한국어: 감산구, 중국어: 邯山区, 병음: Hánshān Qū)는 중화인민공화국 한단 시의 행정구역이다. 넓이는 32km2이고, 인구는 2007년 기준으로 350,000명이다.

## 기후
연평균 기온은 13.4°C이고 연평균 강수량은 571mm이다.

## 행정 구역
10개 가도, 1개 진, 1개 향을 관할한다.
- 가도：火磨街道、陵园路街道、光明路街道、滏东街道、罗城头街道、渚河路街道、浴新南街道、农林路街道、贸东街道、贸西街道。
- 진 : 马头镇。
- 향 : 马庄乡。